# Nicole van Kilsdonk
Nicole van Kilsdonk (Velsen, 13 december 1965) is een Nederlands filmregisseuse en scenarioschrijfster. Ze heeft veel telefilms op haar naam staan.

## Prijzen en nominatie|s
- In 2004 won ze de Gouden Kalf met haar teleserie Deining in de categorie Beste tv-drama.
- In 2000 werd ze genomineerd voor Dutch Film Critics Award voor de telefilm Ochtendzwemmers.

## Filmografie

### Als regisseur
- Happy Palace (2024)
- Okedoeibedankt (2022)
- Oude Liefde (2017)
- Ventoux (2015)
- Onder het hart (2014)
- Patatje oorlog (2011)
- Richting West (2010)
- Sekjoeritie (2010)
- Hoe overleef ik mezelf? (2008)
- Zadelpijn (2007)
- Taxi van Palemu (2006)
- Het Ravijn (2005)
- Johan (2005)
- Bruno en Violet (2005)
- Allerzielen (2005)
- Deining (2004)
- Sale (2003)
- Polonaise (2002)
- Ochtendzwemmers (2001)
- Man, vrouw, hondje (1999)
- Kussen (1998)
- Zoë (1996)
- Eten bij de buren (1995)
- Toen Kooymans met vakantie was (1994)

### Als scenarioschrijver
- Man, vrouw, hondje (1999)
- Polonaise (2002)
- Eten bij de buren (1995)